# Festival des Traversées Tatihou
Le festival des Traversées Tatihou est un festival « des musiques du large », qui a lieu au mois d'août. Créé en 1994 par le Conseil départemental de la Manche, il propose une formule originale, à savoir de rejoindre l'île Tatihou à marée basse (la traversée fait 1,2km), de profiter des concerts sur l'île et de revenir au port de Saint-Vaast-la-Hougue à marée montante. Les dates du festival sont ainsi définies en tenant compte de l'amplitude des marées.
La programmation fait une large place à des groupes de musique divers par leurs nationalités, mais essentiellement en lien avec la mer, les îles et les rivages de leurs pays.
Le Festival des Traversées Tatihou s'inscrit dans la lignée du Festival Interceltique de Lorient et duFestival du Chant de Marin de Paimpol. Tous trois célèbrent les traditions maritimes et musicales, en mettant en lumière la richesse culturelle des régions côtières. Ces festivals collaborent régulièrement ensemble, afin d'enrichir leur programmation respective. 

## Présentation
Le festival des Traversées Tatihou est né en 1994 d'une volonté de "Créer un événement fédérateur et populaire", deux ans après l'ouverture de l'île Tatihou au public. La première édition s'étale sur deux jours. Dès la première édition, les festivaliers sont invités à traverser l'estran à pied, qui reste aujourd'hui l'un des temps forts du festival chaque année.
En 1997, un changement s'opère : la durée du festival s'allonge et passe ainsi à 4 jours, et un chapiteau est installé pour les concerts, face au succès de l'événement. En 2004, un autre chapiteau est installé à Saint-Vaast-la-Hougue pour proposer davantage de concerts. 
En 2024, le festival a fêté ses 30 ans. Près de 12 000 festivaliers ont fait le déplacement pour l'occasion.
Parmi les animations phares du festival, on retrouve :
- la Grande Traversée du Run[9],
- les concerts-promenades[10],
- la Nuit de bals[11],
- les sessions irlandaises,
- les stages de pratiques culturelles,
- les rencontres en médiathèques.

Les animations sont proposées sur plusieurs sites du Val de Saire, en plus de l'île Tatihou et de Saint-Vaast-la-Hougue : Barfleur, Montfarville, Quettehou...

## Programmation

### Édition 2025
La 31e édition est prévue du 9 au 13 août 2025. Parmi les premiers noms : Celtic odyssée, Le Mystère des voix bulgares, Solas, Gangbé Brass band. 

### Édition 2024
En 2024, le festival a eu lieu du mardi 20 au dimanche 25 août. Au programme :
- Cerys Hafana,
- Cherish the Ladies,
- Cocanha,
- Alan Stivell,
- Octantrion,
- Canzoniere Grecanico Salentino,
- Skolvan,
- Kyrie Kristmanson,
- Tilo Wachter,
- Lewis Evans,
- Mes souliers sont rouges,
- Ital express,
- Arbadétorne,
- Mbraia,
- Super paquet,
- La banda latira,
- Maaar,
- Steve Waring,
- Paddy Tunney et Damian Walls,
- Mairéad Walls et Guillaume Hugot,
- Ben Herbert Larue,
- François Morel,
- Jean-Luc Thomas et Gab Faure,
- A Filetta,
- Martial Benoît et Anthony Picard,
- Parveen et Ilyas Khan,
- Carlos Núñez,
- Anjalousia,
- Ménestrel.

### Édition 2023
L’édition 2023 s’est déroulée du 29 août au 3 septembre 2023. Au programme : 
- Rebecca Roger Cruz,
- Ensemble Kimya,
- Parranda la Cruz,
- Jahiner,

- Manigale,
- Telli Turnalar,
- Ohm/Timbô,
- Belugueta,
- Sourdurent,
- Bam Bam Tikilik,
- Horzines Stara,
- Caamaño & Ameixeiras,
- Carlos Nuñez,
- Fahy & Crommen 4tet - Pères Et Fils,
- Radio Tutti & Barilla Sisters,
- In C // 20 Sonneurs,

- Ruth Keggin & Rachel Hair,
- Mànran,
- Duo Rüüt,
- Si Senior,
- Franck Tenaille,
- Denez Prigent.

### Édition 2022
La 28e édition du festival des Traversées Tatihou s'est tenue du 11 au 16 août. Au programme : 
- The Bonny Men,
- Ye Vagabonds,
- Flook,
- A Filetta "Corsic'Amen",
- Ze BIg NoZ,
- Qui Vive !,
- Erwan Menguy Quartet,
- Le Vent du Nord,
- Ablaye Cissoko & Cyrille Brotto,
- Motion Trio,
- Ciac Boum,
- Ti’bal Tribal,
- Christophe Monniot,
- Modkozmik,
- Yann Tambour & Anissa Nehari,
- Sona Jobarteh,
- Manigale,
- Salento,
- Les Dames de la Joliette,
- Dafné Kritharas,
- Pascal Chardome & Uxia,
- Duplex (Didier Laloy & Damien Chierici),
- Nova Troba,
- Capercaillie,
- Northern Resonance,
- Joli Gris Jaune,
- Grosse Isle.

### Édition 2021
En raison du contexte sanitaire, l'édition 2021 du festival des Traversées Tatihou s'est tenue en format réduit, du 20 au 24 août. Au programme : 
- Olena Untai,
- Sharon Shannon,
- Jacqueline Caux,
- les Chœurs des Pygmées Aka de la Lombaye & les Trompes Ongo Brotto,
- Eben,
- Arn',
- Ana Aleaide,
- Lolomis,
- Lucas Santtana,
- M'Buru,
- Kimya,
- Horla,
- Sylvain GirO & le chant de la griffe,
- Camel Zekri,
- Sirus,
- La bridage d'intervention vokale.

### Édition 2020
En raison de la crise sanitaire liée à la pandémie de Covid-19, l'édition 2020 du festival, initialement prévue du 14 au 23 août 2020, a été annulée et la programmation reportée à l'année suivante. 

### Édition 2019
En 2019, le festival s'est déroulé du 23 août au 1er septembre. Près de 28 000 festivaliers se sont donnés rendez-vous au festival, pour cette 25e édition. Au programme : 
- Du haut du bas,
- Mze Shina,
- L'Alba,
- Didier Laloy et Jean-Philippe Collard-Neven,
- Cécile Corbel,
- Laurent Cavalie,
- Kalakan,
- Paul Wamo,
- Vishten,
- Maz,
- Julie Fowlis,
- Socks in the frying pan,
- Talisk,
- Ekko,
- Alan Stivell,
- Kongero,
- Juurakko,
- Teada,
- Bal o Gadjo,
- Startijenn,
- Diwan de Biskra,
- Lemma,
- Horzines Stara,
- Lihou,
- Stranded horse,
- Oua Anou Diarra,
- Serkan Uyar,
- Chango Spasiuk et Raoul Barboza,
- Antoine Boyer et Samuelito,
- Rocio Marquez.

### Édition 2018
En 2018, le festival s'est tenu du 6 au 15 août. Parmi les artistes programmés, on retrouve :
- Emir Kusturica and The No Smocking Orchestra,
- 3 MA,
- A Filetta,
- Danyel Waro,
- Mounira Mitchala,
- Charles Keli,
- Nubatones,
- Connla,
- Lunassa,
- Calum Stewart,
- Alsarah and the Nubatones,
- Domo Emigrantes,
- Omiri,
- Réfugees for Refugees,
- Bears of Legend.

### Édition 2017
La 23e édition des Traversées Tatihou s'est déroulée du 14 au 26 août. Au programme : 
- Maria Mazzotta et Redi Hasa,
- Oi Dipnoi,
- San Salvador,
- Ialma,
- Moxie,
- Doolin',
- Altan,
- Ronan le Bars,
- Les Voix du Tambour,
- Emel Mathlouthi,
- Pura Fe,
- Ulali Project,
- Ablaye Cissoko,
- La Gallera Social Club,
- Bel air de Forro,
- Abou Diarra,
- Charlélie Couture,
- Brendan Power,
- Ensemble Phileas,
- Tim Edey,
- Orchestre régional de Normandie,
- Sébastien Bertrand,
- Daga Dana,
- Le bal de l'Afrique enchantée,
- Leyla Mc Calla.

### Édition 2016
En 2016, le festival se tient du 9 au 21 août. Au programme :
- Solas,
- Denez,
- Zachary Richard,
- Sébastien Bertrand,
- Sophie Cavez et Baltazar Montanaro,
- Monster Ceilidh Band,
- Banda Bero,
- Hotel Palindrone,
- Bully's acre,
- Duo Bottasso,
- Galandum Galundaina,
- Karolina Cicha & Bart Palyga,
- Melisande,
- Esko Järvela & Epic Male Band.

### Édition 2015
En 2015, le festival les Traversées Tatihou s'est déroulé du 19 au 30 août. Au programme : 
- Transat Irish Trad,
- Lolomis,
- François Heim & Alexei Birioukov,
- Les Chants sacrés gitans en Provence,
- Leonard Barry et New Road,
- The Roving Crows,
- The Celtic Social Club,
- Colline Hill,
- Kalascima,
- Orchestra Bailam et la Compagnia Di Canto Trallallero,
- Danceperados of Ireland,
- Ode,
- Chango Spasiuk,
- Veja,
- Toques Do Caramulo,
- Volosi,
- Andrea Capezzuoli e compagnia,
- Hell Raising Hayride,
- Carré Manchot.

### Édition 2014
En 2014, le festival a fêté ses 20 ans. Au programme de cette édition, du 1er au 13 août : 
- Dan Ar Braz,
- Toss'N Turn,
- La Bottine Souriante,
- Budino,
- Didier Laloy et Kathy Adam,
- Didier Squiban,
- Ablaye Cissoko,
- Cie Montanaro,
- Sampo Trio,
- Du Bartas,
- Svang,
- The Rapparees,
- Ny Malagasy Orchestra,
- Fiona Hunter,
- Délurés,
- Korrontzi,
- Ross Ainslie & Jarlath Henderson,
- The Outside Track,
- Amus’Trad & Cie,
- Ormuz,
- Serdu,
- Grand’Danse Connection club.

### Édition 2013
En 2013, le festival a lieu du samedi 10 au samedi 24 août. Lors des concerts du mardi 20 au samedi 24 août les artistes et groupes suivants sont programmés :
- Dakhabrakha (Ukraine),
- Isabeau et les chercheurs d'or (Québec),
- Whiskey and women (Louisiane),
- Freewheel (Irlande),
- Auli (Lettonie),
- Asynje (Danemark),
- Goitse (Irlande),
- Capercaillie (Écosse),
- Urban folk quartet (Angleterre et Espagne),
- Duplessy et les 3 violons du monde,
- Dominique Dupuis (Acadie),
- Samurai,
- Café Aman Istanbul (Grèce),
- Michalis Tzouganakis (Grèce),
- Ihnze (Bretagne),
- TiTom (Bretagne).

### Édition 2012
En 2012, les concerts du festival ont eu lieu du vendredi 17 au mardi 21 août.
- Habadekuk (Danemark),
- Renato Borghetti (Brésil) et Canzoniere Grecanico Salentino (Italie),
- I Muvrini (Corse),
- Les Charbonniers de l'enfer (Québec) et Gabriel et Marie de Malicorne (France),
- Alan Kelly Gang Et Eddi Reader (Irlande) et Manran (Écosse),
- Clica Drona (Gascogne),
- Sterne (Bretagne),
- Sasiedzi (Pologne),
- Moonlight Benjamin (Haïti),
- Gilles Servat (Bretagne),
- Electric Ceili Band (Irlande),

### Édition 2011
En 2011, le festival a eu lieu du dimanche 28 au mercredi 31 août.
- Xarnege (Pays basque) et Pé na Terra (Portugal),
- Carlos Núñez (Galice),
- Ragga & Iceland folk ensemble (Islande) et Frigg (Finlande),
- The Chieftains (Irlande),
- Castanha é Vinovèl (Occitanie) et Amuseon (Picardie),
- Kamel El Harrachi (Algérie),
- Xera (Espagne - Asturies),
- The old dance school (Angleterre),
- Mabon (Pays de Galles),

### Édition 2010
En 2010, le festival a eu lieu du mercredi 11 au samedi 14 août.
- Autour de la guitare celtique, spectacle créé par Jean-Félix Lalanne (France),
- Kerfuffle (Angleterre),
- L’orchestre populaire d’Italie avec Ambrogio Sparagna (Italie) puis Kamafei - Salento (Italie),
- Milladoiro - Galice (Espagne),
- Iñaki Plaza et Ion Garmendia : 20 Hatz - Pays Basque (Espagne),
- Aller Möler Band (Suède, Sénégal, Grèce, Mexique et Canada) puis Otava Yo (Russie),
- Bal "Fais Dodo" avec Sarah Savoy et les Francadiens - Louisiane (États-Unis),
- Bal flamand avec Shillelag (France).